# Jegor Iljitsch Titow
Jegor Iljitsch Titow (russisch Егор Ильич Титов; * 29. Mai 1976 in Moskau) ist ein ehemaliger russischer Fußballspieler.

## Karriere
Der Mittelfeldspieler spielte von 1992 bis 2008 für Spartak Moskau und wurde 1998 und 2000 zum Fußballer des Jahres in Russland gewählt. Im Jahr 2008 ist er zum FK Chimki gewechselt. Diesen Verein verließ er im Februar 2009 und spielte die Saison 2009 bei Lokomotive Astana. Anschließend beendete er seine Karriere.

## Nationalmannschaft
Titow absolvierte insgesamt 41 Einsätze für die russische Nationalmannschaft und nahm mit dieser an der Weltmeisterschaft 2002 teil. Bei der Qualifikation zur Europameisterschaft 2004 sorgte Titow für einen Skandal, als er nach einem Spiel gegen Wales positiv auf Doping getestet wurde. Er wurde deshalb für ein Jahr gesperrt. Im September 2005 feierte Titow sein Comeback im Nationalteam. Sein letztes Länderspiel absolvierte er im Februar 2007. Wenige Monate später, im September 2007 verkündete Titow seinen Rücktritt aus der Nationalmannschaft.

## Erfolge
- Russischer Meister: 1996, 1997, 1998, 1999, 2000, 2001
- Russischer Pokalgewinner: 1998, 2003
- GUS-Pokal-Gewinner: 1999, 2000, 2001